# Ophiacantha nutrix
Ophiacantha nutrix is een slangster uit de familie Ophiacanthidae.
De wetenschappelijke naam van de soort werd in 1955 gepubliceerd door Z.I. Baranova.